# Jemadia pseudognetus
Espèce
Jemadia pseudognetus est une espèce de lépidoptères de la famille des Hesperiidae, de la sous-famille des Pyrginae et de la tribu des Pyrrhopygini.

## Dénomination
Jemadia pseudognetus a été nommé par Paul Mabille en 1878 sous le nom initial de Pyrrhopyga pseudognetus.

### Nom vernaculaire
Jemadia pseudognetus se nomme Dot-collared Skipper en anglais.

## Description
Jemadia pseudognetus est un papillon au corps trapu au thorax rayé en long de bandes de poils et à l'abdomen rayé en cercles blancs. 
Les ailes sont de couleur bleu ardoise foncé avec aux ailes antérieures une plage et deux bandes blanches et une ligne submarginale bleu clair métallisé.
Le revers est semblable.

### Chenille
La chenille est marron cerclée de jaune.

## Biologie

### Plantes hôtes
Les plantes hôtes de sa chenille sont des Ocotea, Ocotea cernua et Ocotea insularis, des  Nectandra dont Nectandra hihua et Nectandra membranacea et Persea provedae.

## Écologie et distribution
Jemadia pseudognetus est présent au Mexique, au Costa Rica, en Colombie, au Venezuela, au Pérou et au Brésil,.

### Protection
Pas de statut de protection particulier.